# Noorda atripalpalis
Noorda atripalpalis là một loài bướm đêm trong họ Crambidae.